# بيدرو لينهارت
بيدرو لينهارت (بالإنجليزية: Pedro Linhart)‏ هو لاعب غولف أمريكي، ولد في 30 ديسمبر 1962 في لاس بالماس دي غران كناريا في إسبانيا.

## وصلات خارجية
- بيدرو لينهارت على موقع رابطة أوروبا للاعبي الغولف المحترفين (الإنجليزية)